# Зирндорф
Зирндорф (нем. Sierndorf) — ярмарочная коммуна (нем. Marktgemeinde) в Австрии, в федеральной земле Нижняя Австрия.
Входит в состав округа Корнойбург. Население составляет 3381 человек (на 31 декабря 2005 года). Занимает площадь 55,07 км². Официальный код — 31226.

## Политическая ситуация
Бургомистр коммуны — Готтфрид Ленер (АНП) по результатам выборов 2010 года.
Совет представителей коммуны (нем. Gemeinderat) состоит из 23 мест.
- АНП занимает 18 мест.
- СДПА занимает 3 места.
- АПС занимает 2 места.